# Seiji Honda
Seiji Honda (jap. 本田 征治 Honda Seiji; ur. 25 lutego 1976) – japoński piłkarz.

## Kariera klubowa
Od 1995 do 2009 roku występował w klubach Nagoya Grampus Eight, Bellmare Hiratsuka, Vissel Kobe i Thespa Kusatsu.

## Kariera reprezentacyjna
W 1995 roku Seiji Honda zagrał na Mistrzostwach Świata U-20.